# Jensen device
Het Jensen device is een in sommige compilers toepasbare constructie waarin het mogelijk is om 
parameters die van elkaar afhankelijk zijn met call-by-name door te geven. 
De evaluatie van de parameterexpressie wordt pas in de procedureaanroep uitgevoerd tijdens executie 
van het programma. Een taal waarin het Jensen device toepasbaar is, is Algol 60. 
Het Jensen device is bedacht in 1960 door de Deen Jørn Jensen. 
```
integer procedure
 optellen(i, n, x); 
value
 n; 
integer
 n;

begin

  
integer
 som;
  som := 0;
  
for
 i:=1 
step
 1 
until
 n 
do

    som := som+x;
  optellen := som;

end
```

Hierin is x een expressie die afhankelijk is van i. Wordt in de functie de waarde van i veranderd, dan verandert ook de waarde van x.
De aanroep optellen(i, n, u[i]*v[i]) kan zo het inwendig product van de vectoren u en v berekenen.
Het gebruik van optellen(i, n, sin(i) ) telt waarden van de sinusfunctie op. 